# 後藤敏博
後藤 敏博（ごとう としひろ、1966年9月10日 - ）は福岡県福岡市出身のバスケットボール選手・指導者である。選手としては主にガードポジションを務め、JBL優勝5回、オールジャパン優勝3回を経験し、1998年に引退した。
2000年からは指導者に転身し、2012年にはWJBL・トヨタ自動車アンテロープスのヘッドコーチに就任、このシーズンのオールジャパンで優勝した。ほか、JBLスーパーリーグ・福岡レッドファルコンズ、Bリーグ・仙台89ERSのヘッドコーチを務めた。

## 来歴

### 選手として
修猷館高から中央大学に進み、全日本大学バスケットボール選手権大会優勝を経験。
卒業後の1989年、熊谷組に入社。同期の外山英明らとともに日本リーグ2回とオールジャパン1回の優勝に貢献する。
熊谷組休部後はいすゞ自動車に移籍し、日本リーグの優勝3回、オールジャパンの優勝2回。
またバスケットボール男子日本代表として1990年のアジア競技大会、1991年と1993年のバスケットボールアジア選手権、1993年の東アジア競技大会に出場した。
いすゞ自動車所属時の1998年に現役を引退した。

### 指導者として
2000年、Wリーグ・トヨタ自動車のコーチに就任し、就任初年度のWJBL 2000-01シーズン、トヨタは3勝18敗で最下位（8位）に終わり、下部のW1リーグとの入れ替え戦でも日立那珂スクァレルズに敗れ、降格した。
翌、WJBL_2001-02シーズンはW1リーグ2位に入り、入れ替え戦を経てWリーグに復帰した。
2005年、この年よりJBLスーパーリーグに参入した福岡レッドファルコンズの監督に就任するが、シーズン開幕を前にした9月、体調不良を理由に辞任し、アシスタントコーチに退いた。このJBLスーパーリーグ 2005-06シーズン、福岡は経営難によりシーズン途中で解散した。
2006年、トヨタ自動車のコーチに復帰。
2009年U-１９世界選手権日本女子代表ヘッドコーチ。
2009年東アジア大会、アジア大会、日本女子代表アシスタントコーチ。
2012年、トヨタ自動車ヘッドコーチに就任。2013年にはトヨタ自動車アンテロープスをオールジャパン優勝に導く。Wリーグ 2014-15シーズンを最後に退任し、その後カナダやアメリカに留学しコーチングを学んだ。
2017年6月、Bリーグ・B2の仙台89ERSヘッドコーチに就任。B1から降格したばかりのチーム再建や若手の育成を託された後藤は、組織的なプレーを目標に掲げた。
後藤は守備を重視する戦術を採用したが、新たに加入した選手は攻撃を得意とする選手が多く、戦術の浸透が遅れ、全60試合のうち1/4にあたる15試合を消化した時点で6勝9敗と負け越す。後藤は選手らとのミーティングを経て、それまでの守備重視の戦術から攻撃重視に転換したものの、主力選手であるオルー・アシャオルの故障離脱も重なり、2017年が終わった時点で13勝15敗と地区4位に低迷した。2018年1月仙台89ESSヘッドコーチ退任。